# Plastic-Wood

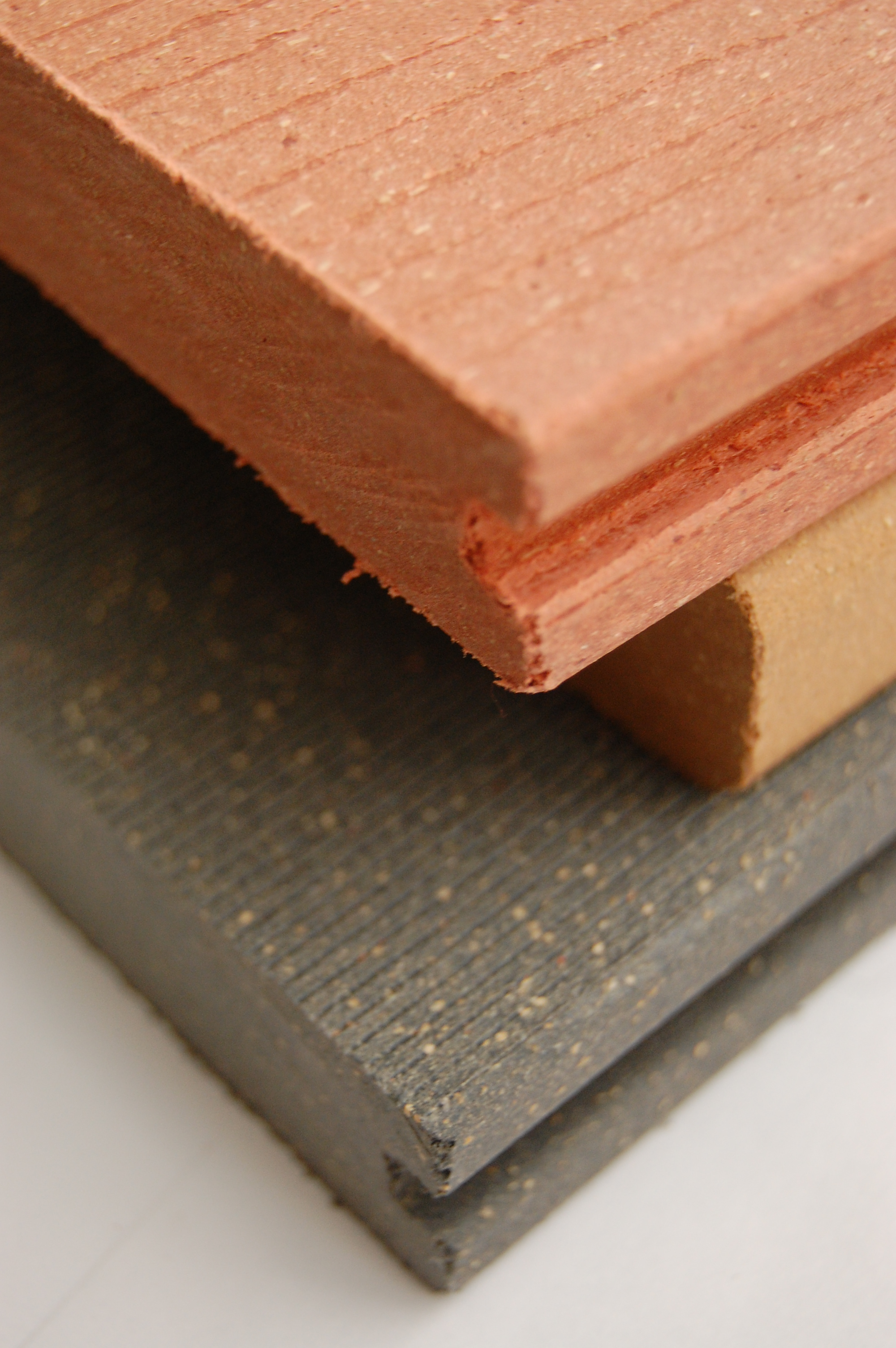
Lastre di Plastic-Wood

Plastic-Wood (in Italiano: legno di plastica) è una lastra sintetica riciclabile ottenuta attraverso il processo di estrusione di vari materiali termoplastici come PLA, PVC, PE, PP. Spesso oltre ai materiali termoplastici viene miscelata una percentuale di segatura di legno.

## Storia

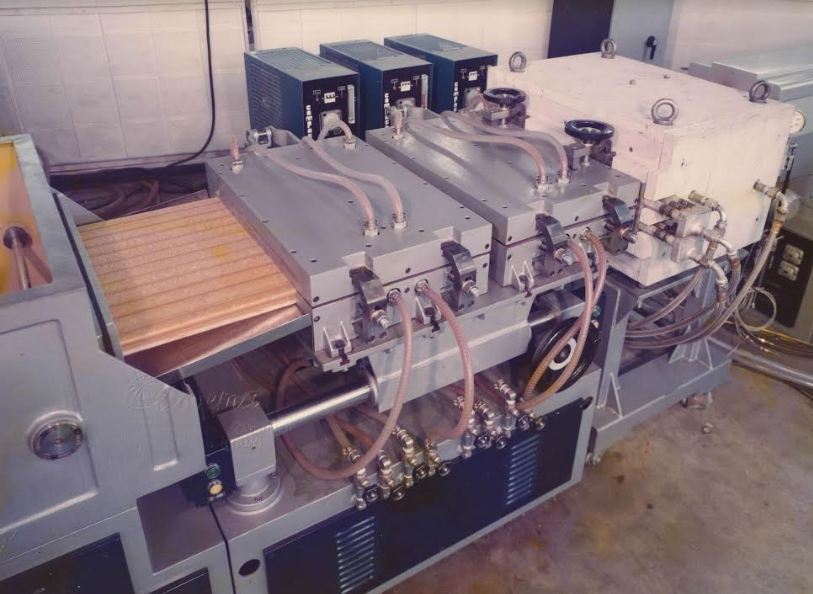
La prima linea di estrusione al mondo per il Plastic Wood prodotta da Covema

Il Plastic-Wood nacque a seguito della crescente richiesta del mercato degli anni '60 di un materiale che potesse sostituire il legno. L'azienda che sviluppò e brevettò per prima il processo di estrusione per ottenere la lastra in plastica fu la Covema di Milano, fondata da Marco Terragni e Dino Terragni. Inizialmente il processo fu studiato presso la RIAP srl ed in seguito le prime linee furono prodotte dalla Corima SpA. Ad inizio degli anni '70 la società ICMA San Giorgio mette a punto una tecnologia rivoluzionaria per produrre la prima lastra in WPC termoformabile composta da PP e polvere di legno, un successo mondiale che genererà brevetti internazionali e l'affermazione del suo nome commerciale, Woodstock. Oggi ICMA, che ha continuato a sviluppare attivamente questa tecnologia con numerose installazioni in tutto il mondo, ha una gamma completa di linee di estrusione diretta di WPC, dalla granulazione, alle lastre Woodstock ai profili, tutte basate su estrusori bivite co-rotanti per la migliore miscelazione e contenuto di fibra naturale. Attualmente le linee per la produzione di Plastic-Wood sono prodotte dalla Agripak srl di Milano, che detiene il marchio (Plastic-Wood).

## Applicazioni
Il Plastic-Wood ha svariate applicazioni in svariati campi. Viene molto spesso usato nell'edilizia come sostituto del legno.

## Produzione

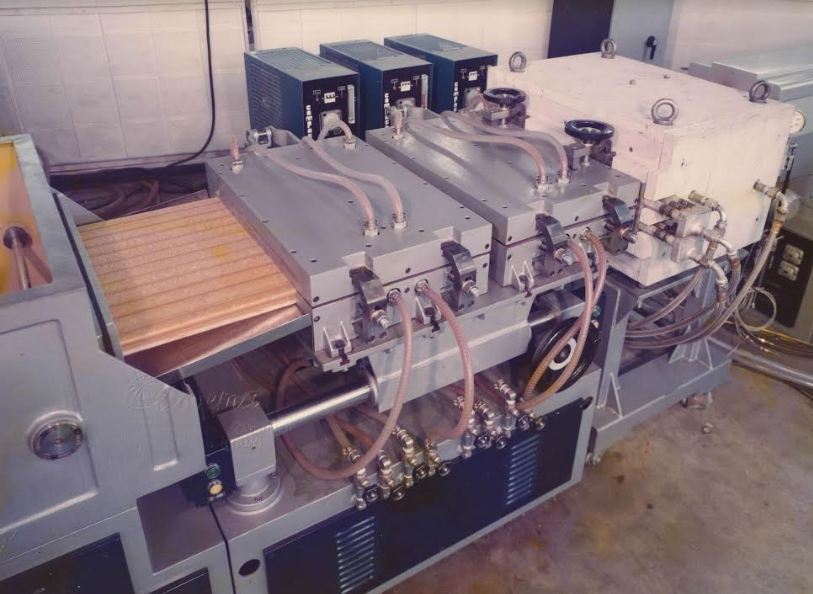
La prima linea di estrusione per produrre legno plastico, realizzata da Covema

I WPC (Wood-Plastic Composites) sono prodotti mescolando accuratamente particelle di legno macinato con resine termoplastiche riscaldate. Il metodo più comune di produzione è l'estrusione del materiale nella forma desiderata, ma viene utilizzata anche la stampaggio ad iniezione. I WPC possono essere prodotti sia con termoplastiche vergini che riciclate, tra cui polietilene ad alta densità (HDPE), polietilene a bassa densità (LDPE), policloruro di vinile (PVC), polipropilene (PP), acrilonitrile butadiene stirene (ABS), polistirene (PS) e acido polilattico (PLA). I WPC a base di PE sono i più comuni. Additivi come coloranti, agenti di accoppiamento, stabilizzatori UV, agenti espandenti, agenti schiumogeni e lubrificanti contribuiscono a personalizzare il prodotto finale per l'area di applicazione specifica. I WPC estrusi sono realizzati sia in profili solidi che cavi. Viene prodotta anche una grande varietà di parti stampate ad iniezione, dai pannelli delle porte automobilistiche alle cover per cellulari.
In alcuni impianti di produzione, gli ingredienti vengono combinati e lavorati in un estrusore a pelletizzazione, che produce granuli del nuovo materiale. I granuli vengono quindi ri-fusi e formati nella forma finale. Altri produttori completano la parte finita in un'unica fase di miscelazione ed estrusione.
A causa dell'aggiunta di materiale organico, i WPC vengono di solito processati a temperature molto più basse rispetto alle plastiche tradizionali durante l'estrusione e lo stampaggio ad iniezione. I WPC tendono a essere lavorati a temperature di circa 28 °C (50 °F) inferiori rispetto allo stesso materiale non riempito. Ad esempio, la maggior parte inizia a bruciare a temperature intorno ai 204 °C (400 °F). Processare i WPC a temperature eccessivamente alte aumenta il rischio di taglio, bruciatura e decolorazione dovuti alla spinta di un materiale troppo caldo attraverso un'apertura troppo piccola durante lo stampaggio ad iniezione. Il rapporto tra legno e plastica nella miscela determina in definitiva l'indice di fluidità del materiale (MFI) dei WPC, con una maggiore quantità di legno che generalmente porta a un MFI più basso.

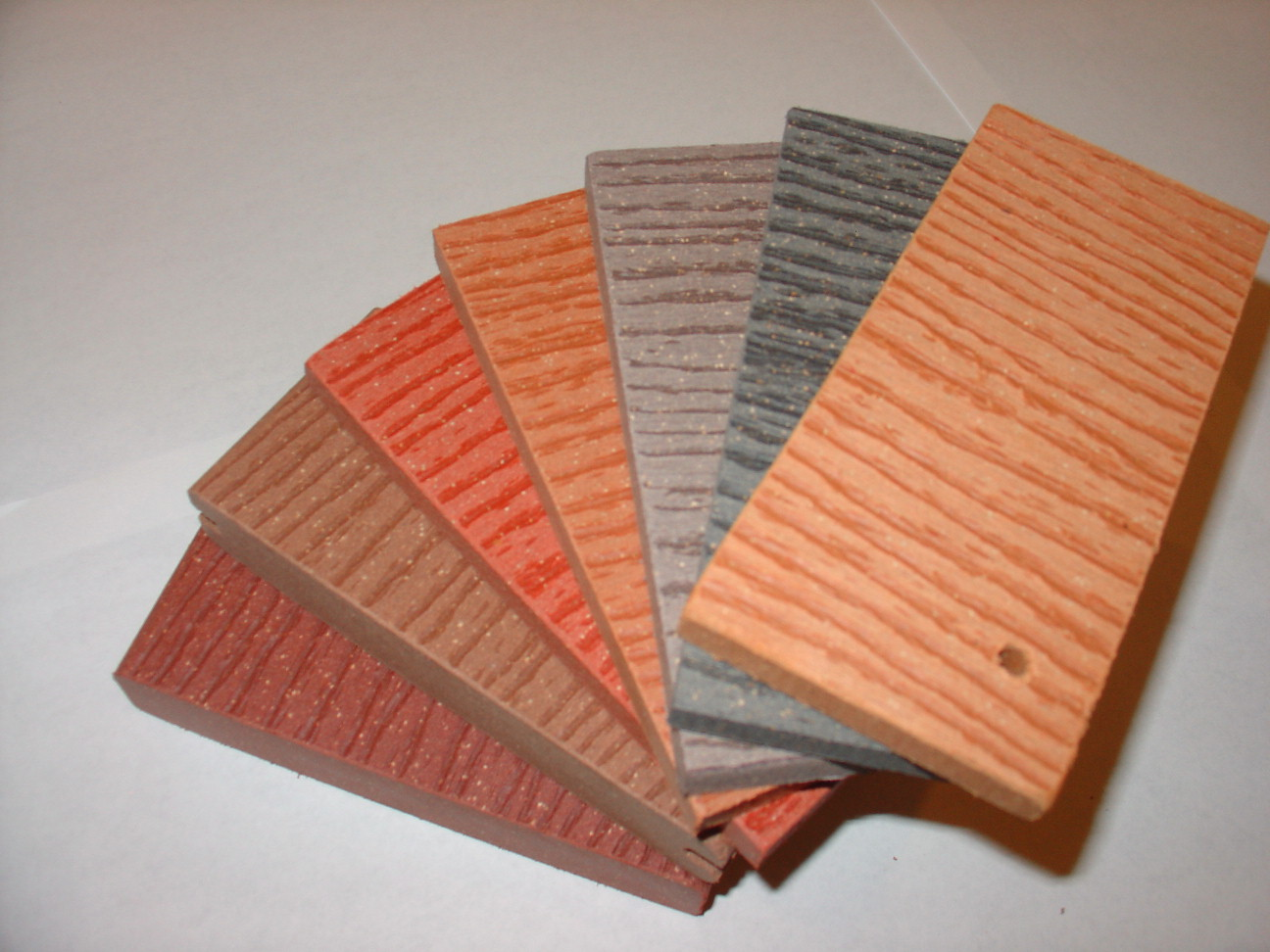
I compositi legno-plastica sono un tipo di legno ingegnerizzato.

## Vantaggi e svantaggi

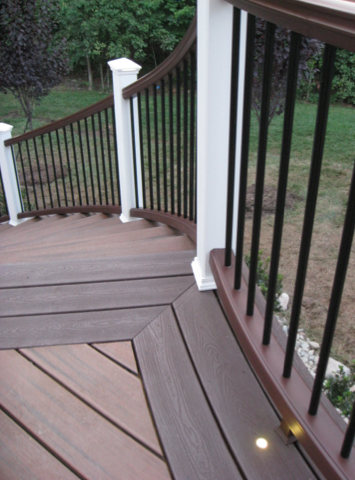
Decking Composito Trex

I WPC non si corrodono e sono altamente resistenti alla decomposizione, al marciume e agli attacchi dei tarli marini, sebbene assorbano acqua nelle fibre di legno incorporato nel materiale. L'assorbimento di acqua è più pronunciato nei WFC con una matrice idrofila come il PLA e comporta una diminuzione della rigidità e della resistenza meccanica. La prestazione meccanica in ambiente umido può essere migliorata tramite un trattamento di acetilazione. I WPC hanno buone proprietà di lavorabilità e possono essere modellati utilizzando strumenti di lavorazione del legno convenzionali. I WPC sono spesso considerati materiali sostenibili poiché possono essere realizzati utilizzando plastiche riciclate e i rifiuti dell'industria del legno. Tuttavia, questi materiali hanno una considerevole emivita propria; i polimeri e gli adesivi aggiunti rendono difficile il riciclo dei WPC dopo l'uso. Tuttavia, possono essere riciclati facilmente in un nuovo WPC, simile al calcestruzzo. Un vantaggio rispetto al legno è la capacità del materiale di essere modellato per soddisfare quasi qualsiasi forma desiderata. Un elemento WPC può essere curvato e fissato per formare robuste curve arcuate. Un altro punto di forza di questi materiali è la loro mancanza di necessità di verniciatura. Sono prodotti in una varietà di colori, ma sono ampiamente disponibili in tonalità grigie e terrose. Nonostante una quantità di cellulosa fino al 70% (anche se il 50/50 è più comune), il comportamento meccanico dei WPC è più simile ai polimeri puri. I polimeri puri vengono polimerizzati senza l'aggiunta di solventi. Ciò significa che i WPC hanno una resistenza e una rigidità inferiori rispetto al legno e subiscono un comportamento dipendente dal tempo e dalla temperatura. Le particelle di legno sono suscettibili all'attacco fungino, sebbene meno rispetto al legno massiccio, e il componente polimerico è vulnerabile al degrado UV. È possibile che la resistenza e la rigidità possano essere ridotte da cicli di gelo-disgelo, anche se i test sono ancora in corso in questa area. Alcune formulazioni di WPC sono sensibili alle macchie causate da una varietà di agenti.